# Junção tripla do Chile

Localização das principais placas tectónicas

A junção tripla do Chile é uma junção tripla situada no oceano Pacífico.
É centrada ao largo da península de Taitao, na costa sul do Chile, e é formada pelas placas antártica, de Nazca e sul-americana.
Resulta da subducção da dorsal do Chile sob a placa sul-americana, na fossa Peru-Chile.